# Zahrádka (Mirkovice)
Zahrádka je malá vesnice, část obce Mirkovice v okrese Český Krumlov. Nachází se asi 2 km na jihozápad od Mirkovic. Je zde evidováno 35 adres.
Zahrádka leží v katastrálním území Zahrádka u Mirkovic o rozloze 1,76 km².

## Historie
První písemná zmínka o vesnici pochází z roku 1347.

## Pamětihodnosti a zajímavosti
- Památkově chráněné usedlosti čp. 6 a 8
- Jako památka je chráněna i usedlost čp. 10, která však již nestojí.
- Několik dalších staveb lidové architektury (např. čp. 4, 5 a 11)
- Pomník padlým v první světové válce (ve středu návsi)
- Výklenková kaple s datem 1826 (na severním konci vsi u čp. 20)
- Výklenková kaplička (na jižním konci vsi pár metrů jihovýchodně od silničky do Přídolí)
- Výklenková kaplička pod Kozí hůrou (západně od silničky do Přídolí asi 950 m jihozápadně od vsi)
- Rybníky Mirkovický (v severní části vsi), Cikán a Koutecký (jižně od vsi)
- Návrší Pahorek (přes 600 m) asi 350 m severně od vsi a Kozí hůra (691 m) asi 1,3 km jihozápadně od vsi
- Nouzová přistávací plocha ultralehkých letadel ULZAHR (v místech zvaných Mastnice jižně od vsi)

## Galerie

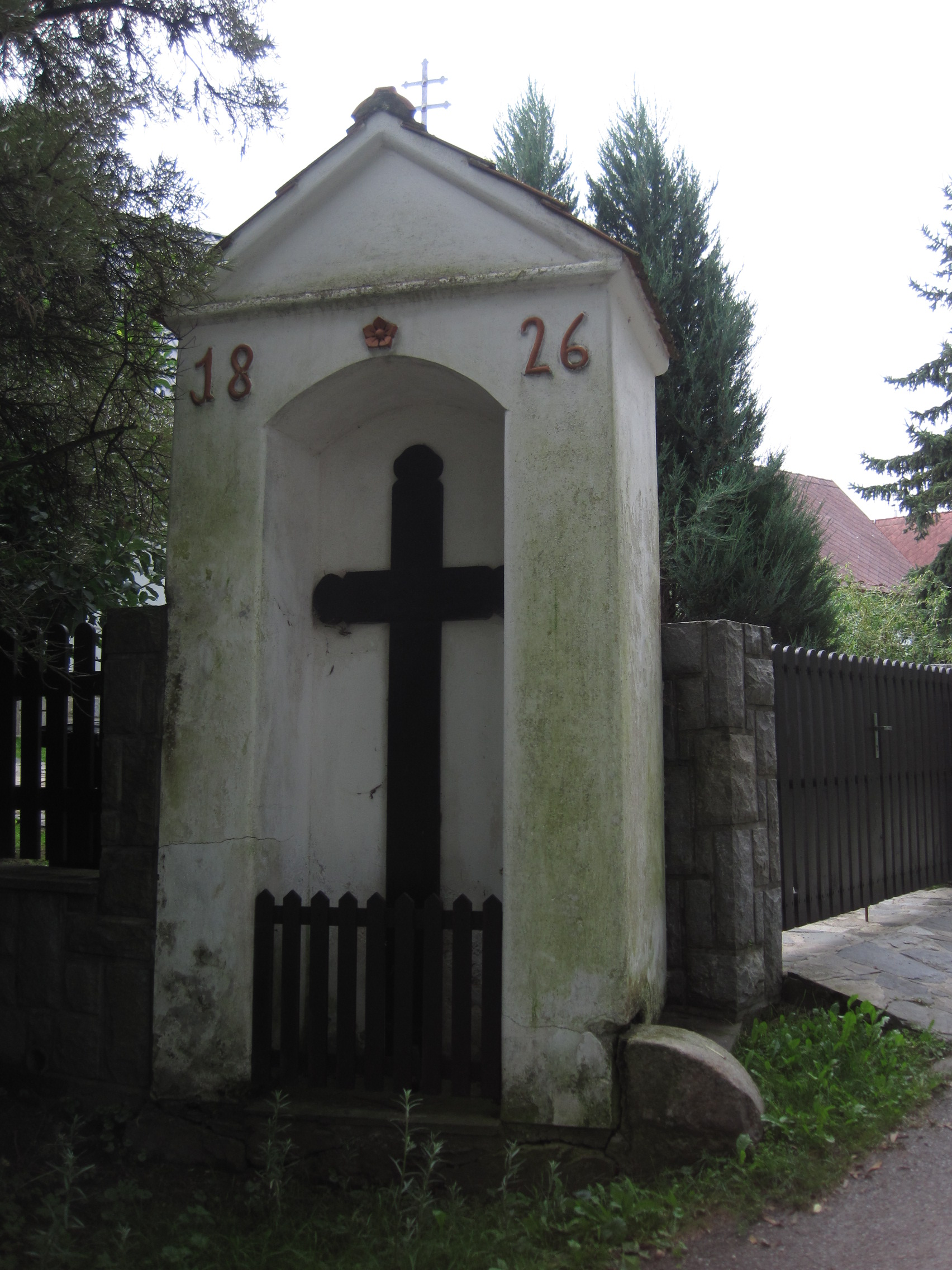
Výklenková kaple u čp. 20
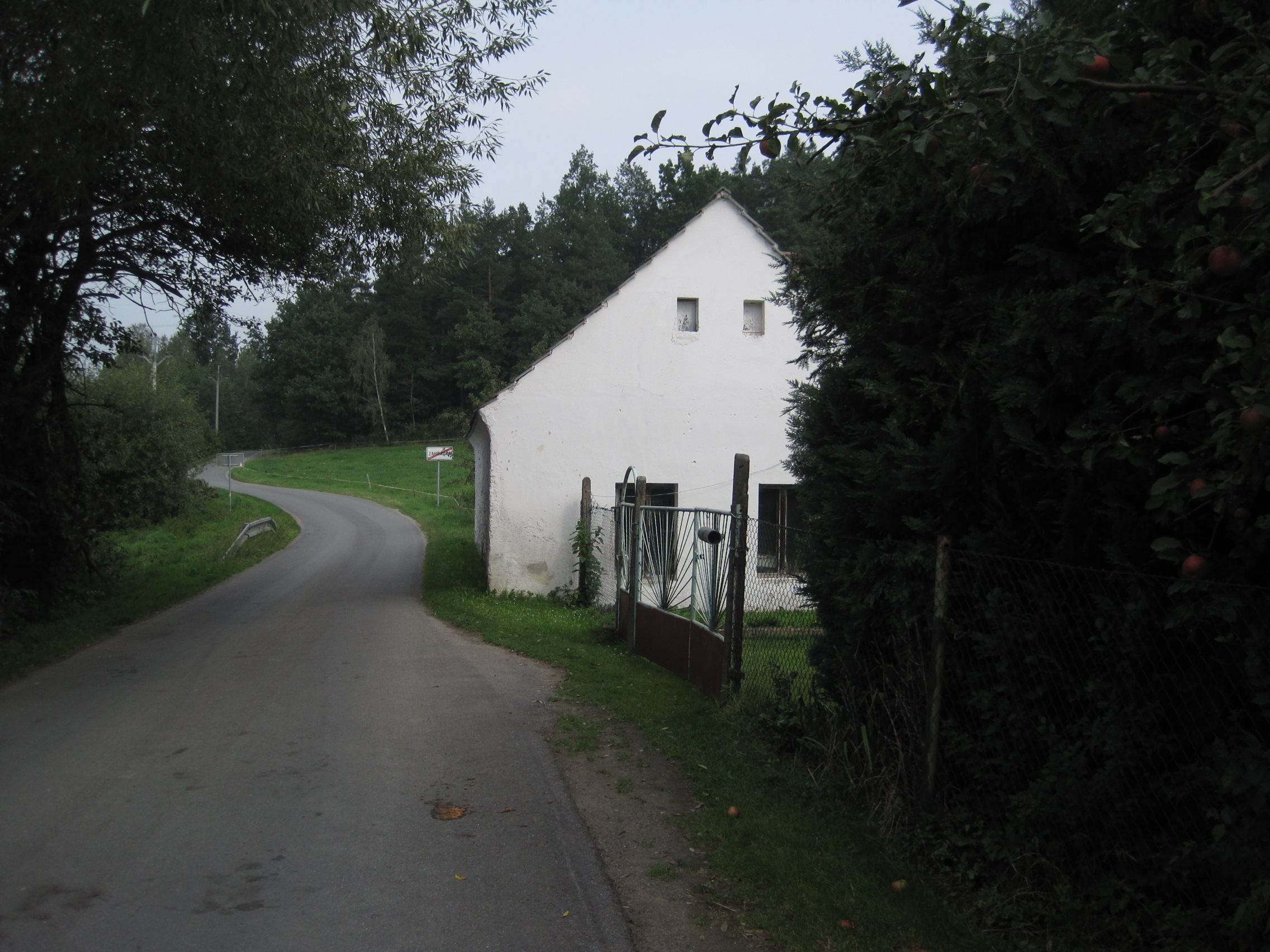
Chalupa čp. 7
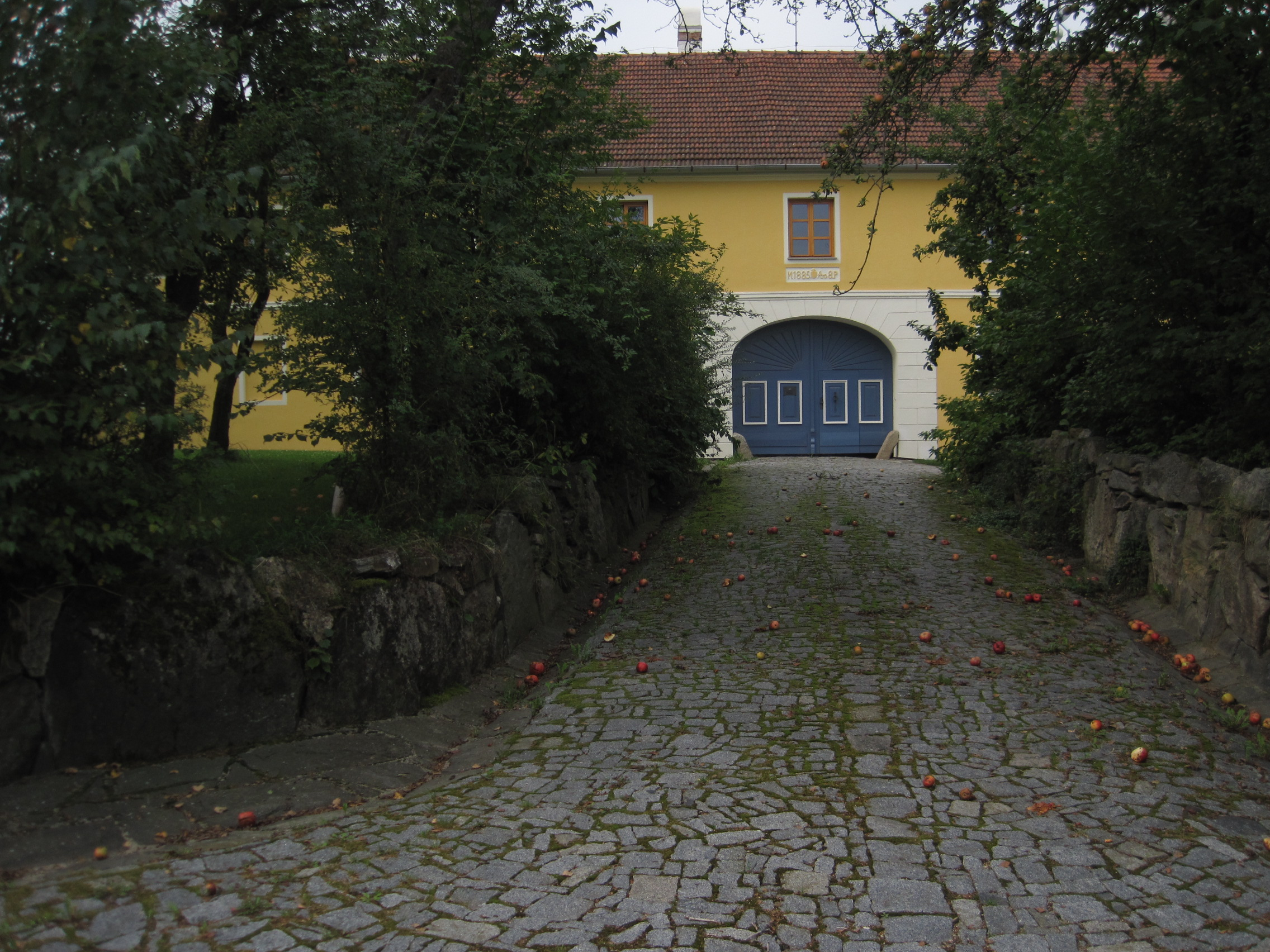
Památkově chráněný statek čp. 8
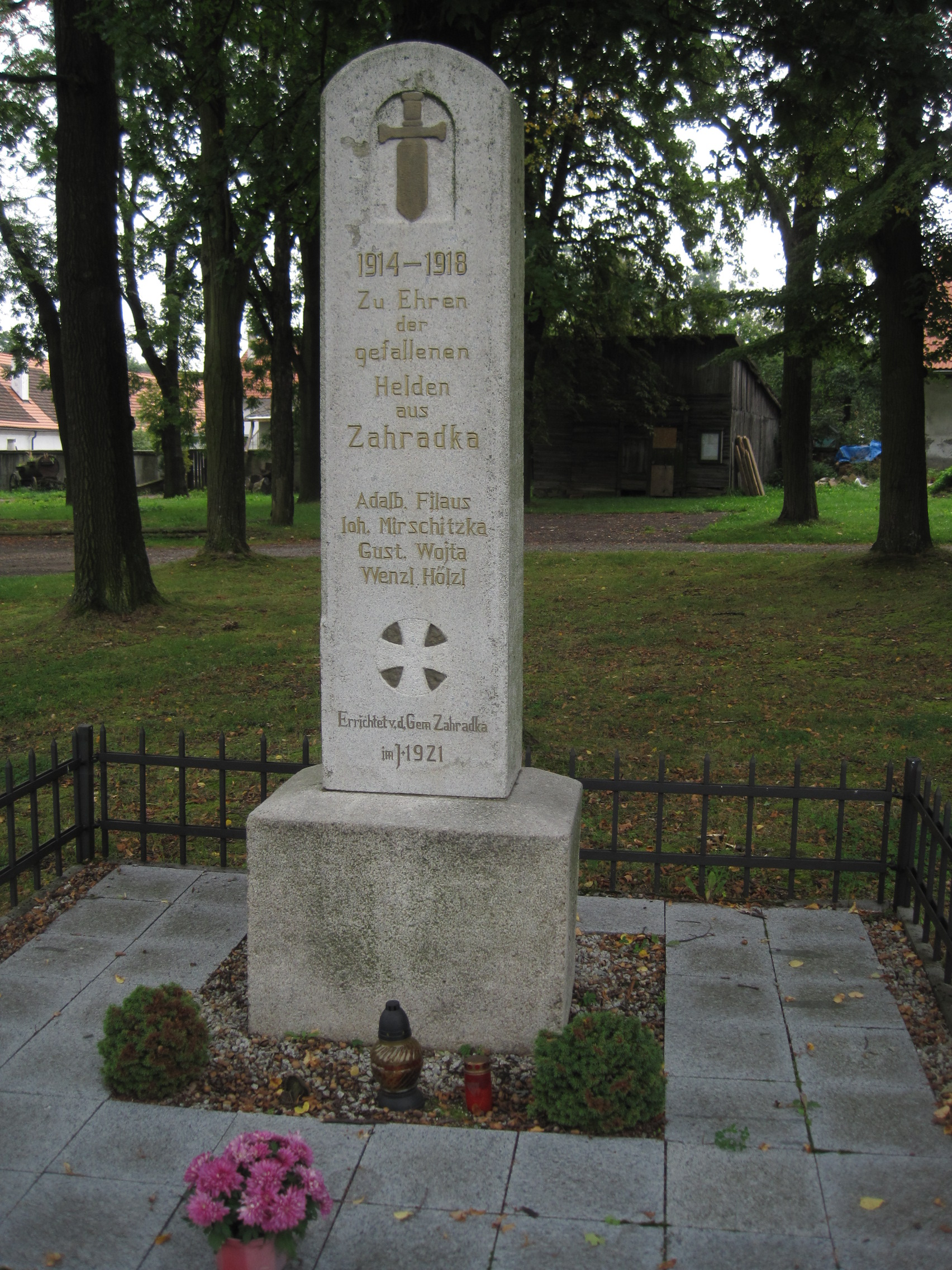
Pomník padlým v první světové válce